# Мэри Джейн Уотсон (серия фильмов Сэма Рэйми)
Мэ́ри Джейн «Эм-Джей» Уо́тсон (англ. Mary Jane "MJ" Watson) — персонаж из трилогии Сэма Рэйми. Будучи основанной на одноимённой героине Marvel Comics она была сыграна Кирстен Данст. В фильмах Мэри Джейн является соседкой Питера Паркера, в которую тот влюбился ещё в детстве. В то время как Мэри Джейн состоит в отношениях с разными мужчинами в первых двух фильмах, она, в конечном итоге, влюбляется в Питера и Человека-паука, после чего обнаруживает, что это один и тот же человек. Несмотря на сильные чувства, сначала Питер отказывается быть с ней, чтобы защитить её от своих врагов, однако молодые люди, в конце концов, становятся парой.
Несмотря на воплощение образа девушки в беде на протяжении всей серии фильмов, интерпретация Данст была в целом хорошо встречена критиками и фанатами.

## Создание образа

### История происхождения
В комиксах дебют Мэри Джейн Уотсон состоялся в The Amazing Spider-Man #25 (Июнь, 1965) в 1966 году, несмотря на её упоминания в боле ранних выпусках комикса. Героиня задумывалась как соперница Гвен Стейси в борьбе за чувства Питера Паркера / Человека-паука, будучи представленной как любящий свободу экстраверт, на контрасте с более серьёзной и зрелой Гвен. В какой-то момент Питер сделал выбор в пользу последней, поскольку счёл Мэри Джейн пустой девушкой, тогда как сама ЭмДжей не хотела быть скована серьёзными отношениями. Тем не менее, героиня Уотсон стала любимицей фанатов ещё до смерти Гвен в комиксах, что отмечали даже сценаристы серии. В дальнейшем, Мэри Джейн стала верным другом, девушкой, а затем женой Питера Паркера, оставаясь главной женщиной в его жизни несмотря на все пережитые трудности.

### Кастинг и исполнение
В фильме «Человек-паук» 2002 года роль Мэри Джейн Уотсон исполнила актриса Кирстен Данст, в то время как сама героиня на тот момент имела статус главным любовным интересом Питера Паркера в комиксах. До утверждения кандидатуры Данст, режиссёр картины Сэм Рэйми хотел, чтобы образ персонажа на экране воплотила Алисия Уитт. По словам Данст, она решила пройти прослушивание узнав, что роль Питера Паркера / Человека-паука исполнит Тоби Магуайр, из-за чего фильм не казался ей простым блокбастером. Данст получила роль за месяц до начала съёмок на прослушивании в Берлине. В первых двух частях трилогии актриса носила рыжий парик, окрашивая лишь часть своих светлых волос в первом фильме, однако для «Врага в отражении» перекрасилась полностью. Также, по признанию актрисы, один из продюсеров «пытался вынудить» её сделать «идеальные зубы как у Барби», но та отказалась, как и от исполнения некоторых трюков.
Для создания культового «перевёрнутого поцелуя» Человека-паука и Мэри Джейн было задействовано несколько имитирующих дождь механизмов. Сами актёры столкнулись с некоторыми трудностями при съёмке сцены, поскольку висящему вверх ногами Магуайру постоянно затекала в нос вода, а после соприкосновения губ персонажей он практически не мог дышать. Кроме того, режиссёру пришлось прибегнуть к «хитрости» монтажа в моменте, где Мэри Джейн снимает маску с супергероя, поскольку при тех условиях было трудно проделать нечто подобное.
Заключив контракт на участие в трёх фильмах Данст заявила, что подпишется на четвёртую часть только при условии возвращения Сэма Рэйми и Тоби Магуайра к работе над проектом. В январе 2010 года стало известно об отмене квадриквела и предстоящем перезапуске франшизы с новой съёмочной группой.
В 2021 году, во время продвижения последней картины со своим участием под названием «Власть пса», Данст выразила заинтересованность в возвращении к роли ЭмДжей: «Я бы согласилась. Почему бы и нет? Это было бы весело. Я никогда не откажусь от подобной возможности».

## Анализ личности
В трилогии Сэма Рэйми Мэри Джейн представлена как добрая, весёлая, привлекательная, обаятельная, милая, темпераментная и энергичная молодая девушка, мечтающая стать актрисой. В школьные годы она находится в компании стереотипных спортсменов-задир, пользующихся популярностью и авторитетом в конкретном социальном институте. Несмотря на наивность, ЭмДжей понимает реальное положение вещей. В отличие от своих одноклассников, отличающихся грубостью, жестокостью и высокомерием по отношению к мягким и замкнутым людям, Мэри Джейн остаётся верным другом и доброжелательной женщиной, способной испытывать сильные чувства. Она не зацикливается на мужском внимании и редко использует свою привлекательность как преимущество, больше фокусируясь на независимости и построении карьеры. Несмотря на популярность, героиня чувствует себя незащищённой и обделённой вниманием действительно важных для неё людей, что, по всей видимости, является следствием трудного детства в неблагополучной семье с деспотичным отцом, и остаётся нерешительной в отношениях, пока в её жизни не появляется Питер Паркер.
Она никогда не издевается над Питером и остаётся дружелюбной в общении с ним, несмотря на то, что тот выступает объектом насмешек для более авторитетных учащихся, и даже прибегает к флирту, ласково называя его «тигр», в качестве дани уважения к классической фразе ЭмДжей из комиксов. Раннее никто не обращал внимание на внутренний мир Мэри Джейн, особенности её личности и величину амбиций, поскольку молодые люди видят исключительно её внешнюю красоту, однако, после душевных разговоров с Питером, сопутствующих зарождению крепкой дружбы, девушка становится более уверенной в собственной индивидуальности. По этой причине она в скором времени влюбляется в человека, разглядевшего в ней больше, чем приятную внешность, а также начинает испытывать чувства к неоднократно спасшему её супергерою. Она ощущает искреннюю радость после поцелуя с Человеком-пауком, так как рассматривает его как проявление настоящей любви. Тем не менее, Эмили Кубинканек из Film School Rejects отметила, что из-за привязанности к альтер эго Паркера, она становится мишенью для его врагов во всех трёх фильмах трилогии, из-за чего приходится каждый раз её спасать.
В 2020 году, в своём обзоре на «Человек-паук: Через вселенные», Ададора Асидиания из CBR.com упомянула об интерпретации Данст из работ Рэйми, в частности её значимость в жизни главного героя. Ко всему прочему, рецензент высоко оценила позитивный взгляд девушки на жизнь, несмотря на токсичное воспитание.

## Роль в фильмах

### «Человек-паук»

Мэри Джейн целует Питера Паркера / Человека-паука под дождём. Впоследствии сцена стала культовой.

Повествование фильма ведётся от лица Питера Паркера, который заявляет, что его история началась с «одной девушки», а именно с Мэри Джейн Уотсон. В то время как ЭмДжей представлена как популярная ученица Старшей школы Мидтауна и подруга спортсмена Флэша Томпсона, её сосед Питер Паркер, влюблённый в неё с первого класса, предстаёт одарённым, но застенчивым в себе изгоем. Питер пытается успеть на школьный автобус и, в то время как другие ученики насмехаются над ним, Мэри Джейн просит водителя остановиться. Позже их класс посещает экскурсию в лаборатории Колумбийского университета, где друг Питера Гарри Озборн флиртует с ЭмДжей, после чего Питер просит её сфотографироваться для школьной газеты. В этот момент его кусает генетически модифицированный паук, что приводит к появлению сверхчеловеческих способностей у юноши. Некоторое время спустя, Питер спасает Мэри Джейн когда та поскальзывается на соке в школьной столовой, поймав всю еду с подноса девушки благодаря усиленным рефлексам, а затем случайно навлекает на себя гнев Флэша, которого побеждает одним ударов в коридоре. За дракой наблюдают ЭмДжей и другие ученики, шокированные исходом. Вечером того же дня Питер просит у Мэри Джейн прощения за своё поведение и, в разговоре на заднем дворе, та признаётся в желании уехать от отца-алкоголика и стать актрисой.
На школьном выпускном она расстаётся с Флэшем и устраивается на работу официанткой в кафе «Танцы при Луне», будучи не в состоянии начать актёрскую карьеру. Несмотря на то, что ЭмДжей начинает встречаться с Гарри, они с Питером сближаются в ходе случайных встреч и разговорах о будущем. В дальнейшем Питер, ставший супергероем Человеком-пауком, дважды спасает Мэри Джейн: во время парада на Таймс-сквер, когда та едва не падает с балкона в результате учинённого Зелёным гоблином взрыва, а затем в переулке, где её пытаются изнасиловать хулиганы. Мэри Джейн благодарит Человека-паука поцелуем, однако тот не раскрывает свою настоящую личность. ЭмДжей отдаляется от Гарри из-за его желания угодить своему отцу Норману за счёт неё, и делает выбор в пользу Питера, понимая, что только он по-настоящему заботился о ней и воодушевлял на следование за мечтой, в результате чего они и Гарри расстаются, когда тот видит, как Питер и Мэри держатся за руки.
Норман, который скрывается за маской Зелёного гоблина, узнаёт тайну личности Человека-паука и похищает Мэри Джейн, чтобы «нанести ему удар в сердце». Гоблин вынуждает Питера выбирать между спасением Мэри Джейн и полным детей трамвая на острове Рузвельта, но герою удаётся спасти всех сразу. Озборн погибает в последующей схватке с супергероем. На похоронах Нормана, Мэри Джейн признаётся Питеру, что любит его, и они целуются. Тем не менее, Питер отстраняется от неё, не желая подвергать девушку опасности, и обещает быть верным другом. Когда он уходит, опечаленная Мэри Джейн отмечает схожесть поцелуев с Питером и Человеком-пауком, подозревая, что это один и тот же человек.

### «Человек-паук 2»
Спустя два года после событий первого фильма Мэри Джейн добивается успеха в построении карьеры, став моделью и бродвейской актрисой. Поддерживая дружеские отношения как с Питером, так и с Гарри, она продолжает тосковать по Питеру, но так как тот продолжает отталкивать её, ЭмДжей начинает встречаться с астронавтом Джоном Джеймсоном, сыном босса Питера Джоны Джеймсона. Питер пытается найти баланс между супергеройской и повседневной жизнью, не в силах посетить ни один спектакль ЭмДжей, на который ходили все её близкие люди.
Устав от неудач в личной жизни, что также приводит к потере суперспособностей, Питер выбрасывает костюм Человека-паука, после чего налаживает успеваемость в Университете, приходит на выступление ЭмДжей и пытается начать с ней отношения, однако та отвергает его, поскольку Джон уже сделал ей предложение о замужестве. Когда ЭмДжей пытается разобраться в своих чувствах и разделяет похожий «перевёрнутый поцелуй» с Джоном, то понимает, что не любит его. Она просит Питера встретиться с ней в кафе, где просит поцеловать её, чтобы подтвердить свою догадку о том, что он и Человек-паук — один и тот же человек. Кроме того, она спрашивает Питера любит ли он её, но тот даёт отрицательный ответ, вновь не желая подвергать её опасности. Прежде чем они успевают поцеловаться, на кафе нападает доктор Осьминог, который похищает ЭмДжей и требует от Питера найти Человека-паука.
Питер восстанавливает способности и возвращается к своему альтер эго, и вступает в схватку с Осьминогом на крыше поезда, но терпит поражение и суперзлодей доставляет его в дом Гарри, жаждащему отомстить Стенолазу за смерть своего отца. Узнав, что за маской скрывается Питер, Гарри неохотно сообщает ему местоположение Осьминога и Мэри Джейн, чтобы Питер мог спасти её. На этот раз Питер одерживает победу, воззвав к человечности Октавиуса и разоблачает себя как перед ним, так и перед ЭмДжей, подозрения которой наконец оправдываются. Питер признаётся ей в любви и спасает с разрушающейся базы Осьминога. Питер вновь заявляет, что они не могут быть вместе, поскольку его враги могут добраться до людей, которых он любит. Несмотря на это, ЭмДжей сбегает с их с Джоном свадьбы и приходит в квартиру Питера, будучи не в силах быть порознь с любимым человеком и согласившись разделить с ним все возникшие жизненные трудности. Они становятся парой и разделяют общий поцелуй, после чего Мэри Джейн провожает Питера, когда тот отправляется на помощь жителям города, воодушевляя его коронной фразой: «Вперёд, тигр».

### «Человек-паук 3: Враг в отражении»
Проходит полтора года с момента зарождения отношений Питера и Мэри, которая сталкивается с похожими трудностями, испытанными Питером в «Человеке-пауке 2»: она теряет роль в бродвейском мюзикле из-за плохих отзывов и отдаляется от Питера, который купается в лучах славы, будучи признанными жителями Нью-Йорка, не обращая внимания на её проблемы. Ситуация осложняется появлением инопланетного костюма, под воздействием которого в личности Питера происходят пугающие перемены и он концентрируется на поимке убийцы своего дяди Бена, Флинте Марко. Также у неё появляется соперница за чувства Питера, в лице его одногруппницы Гвен Стейси. Она сближается с Гарри, потерявшим память после попытки убить Питера и, после того, как между ними происходит поцелуй, он вспоминает события последних лет, вынуждая ЭмДжей расстаться с Питером, в противном случае угрожая убить его.
Питер, находящийся под большим влиянием симбиота, приводит Гвен в джаз-клуб, куда ЭмДжей устроилась поющей официанткой, в попытках вызвать у неё ревность, что вскоре доходит до Гвен и она извиняется перед Мэри. Затем он вступает в конфликт с персоналом клуба и непреднамеренно бьёт ЭмДжей, после чего осознаёт, каким человеком он стал. Он уходит и избавляется от костюма, который случайно падает на Эдди Брока, воздыхателя Гвен и конкурента Питера, в результате чего рождается Веном. Брок, жаждущий убить Питера за увольнение с работы и гибель репутации, объединяет усилия с Флинтом Марко и берёт ЭмДжей в заложницы, чтобы выманить Человека-паука, однако на этот раз ей удаётся постоять за себя. В дальнейшем Питер и Гарри (ставший Новым гоблином) бок о бок сражаются против Венома и Песочного человека, и побеждают обоих, однако Гарри получает смертельное ранение, подставившись под удар Венома, предназначенный Питеру, и умирает на руках своих лучших друзей.
Через некоторое время после похорон Гарри, Питер приходит в джаз-клуб ЭмДжей и они начинают танцевать, постепенно налаживая возобновлённые отношения.

### «Человек-паук: Нет пути домой»
Несмотря на появившуюся в декабре 2020 года информацию о возвращении Кирстен Данст в фильме «Человек-паук: Нет пути домой» 2021 года в рамках Кинематографической вселенной Marvel, Мэри Джейн Уотсон не появляется в картине. Тем не менее, Питер, в разговоре со своим двойником из другой вселенной упоминает, что их отношения с ЭмДжей осложнились после смерти Гарри, однако, в конечном итоге, они остались вместе несмотря ни на что. Кроме того, о ней вспоминают Норман Озборн и Отто Октавиус, также фигурирующие в сюжете.

## В других медиа

### Телевидение
Мэри Джейн — главная героиня мультсериала «Человек-паук» 2003 года, являющегося вольным продолжением фильма 2002 года. По сюжету, она, Питер и Гарри поступают в Университет Эмпайр Стейт, где она и Питер безуспешно пытаются разобраться в чувствах друг к другу. Её озвучила Лиза Лоб.

### Видеоигры
Мэри Джейн Уотсон появляется во всех трёх игровых адаптациях фильмов Рэйми. В первой игре её озвучила Кэт О’Коннер, во второй части к роли своего персонажа вернулась Кирстен Данст, а в триквеле голос Мэри Джейн принадлежит Кэри Уолгрен.

## Критика и наследие
Версия Мэри Джейн Уотсон в исполнении Кирстен Данст в фильмах о Человеке-пауке была в целом хорошо принята критиками и фанатами, поскольку актриса была номинирована на несколько наград за свою игру, выиграв четыре из них, включая премию «Империя» за лучшую женскую роль в 2003 году. Оуэн Глейберман из Entertainment Weekly отметил способность Данст «придать даже мимолётной фразе нотку кокетства». В обзоре для Los Angeles Times критик Кеннет Туран высоко оценил химию между Данст и Магуайром на экране, заключив, что «зрители проникаются их отношениями, что редко характерно для подобных фильмов».
Тем не менее, некоторые характерные черты героини были приняты неоднозначно. В своём ревью «Человека-паука 3: Врага в отражении» Райан Гилби из NewStatesman критично отозвался о сыгранном Данст персонаже: «Создатели фильма не смогли придумать для Мэри Джейн ничего, кроме того, чтобы та постоянно кричала». В 2017 году Элли Джеммилл из Bustle выразила мнение, что «в фильмах Мэри Джейн представлена как вечная дама в беде, отчего возникает ощущение, что в первую очередь её определяют её вторые половинки». В то же время, Ададора Асидиания пришла к выводу, что Мэри Джейн является прежде всего голосом разума для Питера, как в качестве подруги, так и в качестве любовного интереса.
«Перевёрнутый поцелуй» Человека-паука и Мэри Джейн в «Человеке-пауке» 2002 года считается одним из самых культовых моментов в истории кино. Entertainment Weekly поместил «поцелуй из Человека-паука» в свой список «лучших поцелуев за последние десять лет», с комментарием: «Между романтикой и банальностью есть тонкая грань. Поцелуй Человека-паука и Мэри Джейн под дождём из 2002 года отплясывает чечётку прямо на этой строчке. Почему это работает? Даже если ЭмДжей подозревает, что в маске Питер Паркер, она не пытается разобраться. И это сексуально».